# 現在還想結婚的女人
《還想結婚的女人》（韓語：아직도 결혼하고 싶은 여자）是韓國MBC於2010年1月20日起播放的水木連續劇。可謂《想結婚的女子》續集，朴真熙所飾演的女主角李申英，就是《想結婚的女子》中，明世彬飾演的李欣宜，只是翻譯的不同。

## 故事大綱
34歲的女主人公李申英（朴真熙 飾）和他的兩位同齡閨蜜對於生活，工作和愛情的不同態度和感悟。
李申英是熱血的廣播社記者，突然遭遇男友的背叛，事業也一直處於瓶頸期。不甘心的她發誓一定要找到個稱心如意的好男人，事業上也要有所成就。在一次校園採訪中，她以妨礙採訪為由，弄斷了素有音樂天才之稱的24歲美男大學生夏民載（金汎飾）的琴弦，從此人生軌跡開始發生了改變……。

## 演員及角色
| 演員   | 角色   | 介紹 |
| 朴真熙 | 李申英 | 人生為什麼總是給我出這麼艱難的作業呢，我到這個年紀還是徘徊不定，給我眼霜擦擦吧。 她是未滿足基本需求電視台記者，也是電視台名譽退職人選第一位。未婚，沒有戀人，但性格很積極開朗。和大學時期第一次聯誼中相識，10年後因採訪重逢的男人發展到結婚前一步，但因為華盛頓研修而分手，結束2年研修回來後接到了他的請柬。經歷幾次失敗的戀愛後決心不考慮結婚，投身到工作中。 和經常去接受治療的韓方醫院的醫生產生了微妙的戀愛感情，但錯誤理解了他送來的巧克力意思，最後導致還沒開始就莫名其妙地結束。就在她認為她的人生不會再有愛情而絕望的瞬間，那個男人出現在了她的面前。她喜歡他的全部，和他的相處像是她人生最初的戀愛，也像是她人生最後一場熱烈燃燒的愛情。可是那個男人，比她小十歲，到底要不要開始這艱難的愛情之路呢…… |
| 嚴智媛 | 鄭多庭 | 我很優秀，我要找到能配得上我的優秀男人。 韓英同時翻譯，在別人看來是兼備了知性和美貌的完美女人。她很適合名牌，也很在意別人的視線。沒有多少戀愛經驗，也不善於解讀男人心理。她是喜歡純真，多金，帥氣男人的俗人。她在困難的環境中認真努力最終實現了夢想，自認為要得到報償，所以覺得自己要遇到優秀的男人。立下今年內要結婚的目標，等待身高修長，樣貌出色，年收入過億，性格好，沒有多少戀愛經驗，只愛我一個的單身男人。 她積極安排相親日程，為宣傳自己還拍攝了電視CF卡，但卻被東南亞講師們開設的荒唐電話英語班廣告詐騙。她終於遇到看似完美的韓醫師，成功結婚。雖然終於得償所願，但人生並不會就此一帆風順，她面臨了結婚前根本沒有預想到的地雷陣……                                                                    |
| 王嬪娜 | 金馥琦 | 我的特長是釣男人，等到厭倦了就放生。世界很大，男人很多，而我很珍貴。 人氣西餐廳顧問，指導新開店或重新裝修的西餐廳的所有（菜單，裝修，餐桌擺設，紅酒，服務教育等等），兼任派對籌劃。她擁有火熱直爽的性格，很會消化顯眼的時裝，自我感覺良好。是婚姻破滅的同時重新認識了人生的快樂康樂女，很關心有機農作物和正確的食物，熟知身體和米飯有多珍貴。她有超水準的武術實力，不到危機時刻絕不輕易顯露。 用結婚資金買了塊地，之後去了瑞士的賓館學校留學。5年後回來，發現她的地價格飆升，而作為最高人氣顧問，接手的西餐廳個個都創出了佳績。 |
| 金汎   | 夏民載 | 讓我成為你青春最後一個男人！愛你到死去的那一天。 名牌大學經營學科學生，自由樂隊界的天才音樂人，頗具魅力的壞男人，大學街有名的作曲家。他在父母感情不和的家庭長大，相比實際年齡更像大人更懂事。他嘲諷愛情，不輕易顯露自己的感情，不相信戀愛，玩弄並傷害女人的心，卻從不曾覺得愧疚。 在學校採訪的申英以妨礙採訪為由剪斷了他的吉他線，之後在特別授課時再次遇到申英，他們彼此看不順眼，展開了緊張的神經戰。經過幾個星期的特別授課，他偶爾會覺得申英可愛，但選擇忽視自己的感情。和申英相親的盤錫因為申英沒有聯繫自己而受了傷害，這使他產生了嫉妒和競爭心，但仍然不承認自己的感情，故意打賭說：「我來追那個女人試試。」追求李申英時，在連自己都沒發覺的情況下真心愛上了年長十歲的她，之後向她告白心意。              |
| 李必模 | 尹尚佑 | 怎麼會愛上年長8歲的有夫之婦……我真是遭到了天譴，無論如何都無法停止我的心意。 航空公司副機長。是差點和李申英結婚的前男友，被公司內部票選為最適合制服的帥氣男人。大學時期在第一次聯誼中遇見申英並喜歡上她，10年後因採訪任務再次遇到申英，陷入愛情並認為她是他的姻緣，但被堅持要去研修的申英傷害，而後殘忍對待申英。 雖然和別的女人定下了婚期，但臨時棄婚，在已經取消婚禮的情況下，故意給申英發出了請柬，希望她來參加婚禮並得知婚禮取消的消息，他仍然等待她的聯繫。他賣掉原本預定的婚房，他的目標是重新獲得申英的心，不明白自己怎麼會被別人奪去了心。最近變得想分享她的苦惱…… |
| 崔哲浩 | 羅磐錫 | 我有心找真正的人生伴侶，但女人們關注的總是我的年收入。女人就只有兩種，或俗氣或不漂亮…… 他是正直且有明確處事風格的清靜男人。他是在韓國最高韓方醫院上班的帥哥韓醫師，是外貌。學歷，能力都出眾的一等一新郎人選，但他太過正直和純粹，因而對戀愛不太在行。他認為如果是和自己靈魂相通的女人，年上女或離婚女都沒有關係，是擁有開放思想的人。 他挽救了問題男孩民載，很自豪被民載稱做良師益友，是想幫助別人的善良韓醫師。和李申英相親後很期待她的聯絡，但一直沒有聯絡的申英令他受到了傷害，傷心難過一陣子之後遇到了美貌的同時翻譯，繼而向她求婚……後來得知她是申英的朋友而覺得尷尬。他想實現長久以來對婚姻的夢想和理想，但卻陷入了婚姻破滅的危機……                                                                      |

## 其他搭配歌曲
- 台灣中天電視版本
  - 片頭曲：A-Lin《寂寞不痛》

## 外部連結
- 韓國MBC官方網站 （页面存档备份，存于）

## 節目變遷
| MBC 水木連續劇                         | MBC 水木連續劇                                  | MBC 水木連續劇 |
| -------------------------------------- | ----------------------------------------------- | -------------- |
|                                        | 還想結婚的女人 （2010年1月20日－2010年3月11日） |                |
| HERO （2009年11月18日－2010年1月14日） | 個人取向 （2010年3月31日－2010年6月3日）        |                |

| 香港 有線娛樂台 星期一至五 23:00－00:00 | 香港 有線娛樂台 星期一至五 23:00－00:00            | 香港 有線娛樂台 星期一至五 23:00－00:00 |
| --------------------------------------- | -------------------------------------------------- | --------------------------------------- |
|                                         | 悠長嫁期之熟女告急 （2010年6月14日－2010年7月9日） |                                         |
| 潛伏 （2010年5月3日－2010年6月11日）    | 救急病棟24小時IV （2010年7月12日－2010年7月23日）  |                                         |

| 臺灣 中天綜合台 星期一至五 20:00－21:00   | 臺灣 中天綜合台 星期一至五 20:00－21:00        | 臺灣 中天綜合台 星期一至五 20:00－21:00 |
| ----------------------------------------- | ---------------------------------------------- | --------------------------------------- |
|                                           | 還想結婚的女子 （2011年1月5日－2011年2月16日） |                                         |
| 熱血男兒 （2010年11月24日－2011年1月4日） | 公主回來了 （2011年2月17日－2011年4月4日）     |                                         |

| 日本 富士電視台 韓流α 星期一至五 14:07－15:27 | 日本 富士電視台 韓流α 星期一至五 14:07－15:27                | 日本 富士電視台 韓流α 星期一至五 14:07－15:27 |
| --------------------------------------------- | ------------------------------------------------------------ | --------------------------------------------- |
|                                               | 戀愛手冊〜現在還想結婚的女人 （2011年2月18日－2011年3月1日） |                                               |
| 貝多芬病毒 （2011年2月1日－2011年2月17日）    | 達子的春天 （2011年3月2日－2011年3月16日）                   |                                               |